# 5 000 mètres féminin aux championnats du monde d'athlétisme 2017
Pour un article plus général, voir Championnats du monde d'athlétisme 2017.
Navigation
Pékin 2015 Doha 2019
L'épreuve du 5 000 mètres féminin des championnats du monde de 2017 se déroule les 10 et 13 août 2017 dans le Stade olympique de Londres, au Royaume-Uni.

## Critères de qualification
Pour se qualifier pour les championnats, il faut avoir réalisé 15 min 22 s 00 ou moins entre le 1er octobre 2016 et le 23 juillet 2017.

## Médaillées
| Or           | Argent      | Bronze       |
| Hellen Obiri | Almaz Ayana | Sifan Hassan |

## Résultats

### Finale
| Rang               | Athlète                    | Nationalité | Temps          | Notes |
| ------------------ | -------------------------- | ----------- | -------------- | ----- |
| Médaille d'or      | Hellen Obiri               | Kenya       | 14 min 34 s 86 |       |
| Médaille d'argent  | Almaz Ayana                | Éthiopie    | 14 min 40 s 35 | SB    |
| Médaille de bronze | Sifan Hassan               | Pays-Bas    | 14 min 42 s 73 |       |
| 4                  | Senbere Teferi             | Éthiopie    | 14 min 47 s 45 |       |
| 5                  | Margaret Chelimo Kipkemboi | Kenya       | 14 min 48 s 74 |       |
| 6                  | Laura Muir                 | Royaume-Uni | 14 min 52 s 07 | PB    |
| 7                  | Sheila Chepkirui           | Kenya       | 14 min 54 s 05 | PB    |
| 8                  | Susan Krumins              | Pays-Bas    | 14 min 58 s 33 |       |
| 9                  | Shannon Rowbury            | États-Unis  | 14 min 59 s 92 |       |
| 10                 | Eilish McColgan            | Royaume-Uni | 15 min 00 s 43 |       |
| 11                 | Letesenbet Gidey           | Éthiopie    | 15 min 04 s 99 |       |
| 12                 | Molly Huddle               | États-Unis  | 15 min 05 s 28 |       |
| 13                 | Shelby Houlihan            | États-Unis  | 15 min 06 s 40 |       |
| 14                 | Kalkidan Gezahegne         | Bahreïn     | 15 min 28 s 21 |       |
| —                  | Karoline Bjerkeli Grøvdal  | Norvège     | DNF            |       |

### Séries
Les 5 premières de chaque séries (Q) et les 6 meilleures (q) se qualifient pour la finale.
| Rang | Série | Athlète                    | Nationalité      | Temps          | Notes |
| ---- | ----- | -------------------------- | ---------------- | -------------- | ----- |
| 1    | 1     | Hellen Obiri               | Kenya            | 14 min 56 s 70 | Q     |
| 2    | 1     | Almaz Ayana                | Éthiopie         | 14 min 57 s 06 | Q, SB |
| 3    | 1     | Senbere Teferi             | Éthiopie         | 14 min 57 s 23 | Q     |
| 4    | 1     | Susan Krumins              | Pays-Bas         | 14 min 57 s 33 | Q     |
| 5    | 1     | Shannon Rowbury            | États-Unis       | 14 min 57 s 55 | Q, SB |
| 6    | 1     | Sheila Chepkirui           | Kenya            | 14 min 57 s 58 | q, PB |
| 7    | 2     | Letesenbet Gidey           | Éthiopie         | 14 min 59 s 34 | Q     |
| 8    | 1     | Laura Muir                 | Royaume-Uni      | 14 min 59 s 34 | q     |
| 9    | 2     | Sifan Hassan               | Pays-Bas         | 14 min 59 s 85 | Q     |
| 10   | 2     | Shelby Houlihan            | États-Unis       | 15 min 00 s 37 | Q, PB |
| 11   | 2     | Eilish McColgan            | Royaume-Uni      | 15 min 00 s 38 | Q, PB |
| 12   | 2     | Margaret Chelimo Kipkemboi | Kenya            | 15 min 00 s 39 | Q     |
| 13   | 2     | Karoline Bjerkeli Grøvdal  | Norvège          | 15 min 00 s 44 | q, SB |
| 14   | 2     | Molly Huddle               | États-Unis       | 15 min 03 s 60 | q     |
| 15   | 2     | Kalkidan Gezahegne         | Bahreïn          | 15 min 07 s 19 | q, PB |
| 16   | 1     | Yasemin Can                | Turquie          | 15 min 08 s 20 |       |
| 17   | 1     | Alina Reh                  | Allemagne        | 15 min 10 s 01 | PB    |
| 18   | 2     | Rina Nabeshima             | Japon            | 15 min 11 s 83 | PB    |
| 19   | 2     | Madeline Hills             | Australie        | 15 min 13 s 77 |       |
| 20   | 1     | Ana Lozano                 | Espagne          | 15 min 14 s 23 | PB    |
| 21   | 1     | Bontu Rebitu               | Bahreïn          | 15 min 16 s 70 | PB    |
| 22   | 1     | Mercyline Chelangat        | Ouganda          | 15 min 16 s 75 |       |
| 23   | 1     | Andrea Seccafien           | Canada           | 15 min 19 s 39 |       |
| 24   | 2     | Stella Chesang             | Ouganda          | 15 min 23 s 02 |       |
| 25   | 2     | Jessica O'Connell          | Canada           | 15 min 23 s 16 |       |
| 26   | 1     | Ayuko Suzuki               | Japon            | 15 min 24 s 86 |       |
| 27   | 1     | Eloise Wellings            | Australie        | 15 min 25 s 92 |       |
| 28   | 2     | Muriel Coneo               | Colombie         | 15 min 26 s 18 | NR    |
| 29   | 2     | Heidi See                  | Australie        | 15 min 38 s 86 |       |
| 30   | 1     | Camille Buscomb            | Nouvelle-Zélande | 15 min 40 s 41 |       |
| 31   | 2     | Stephanie Twell            | Royaume-Uni      | 15 min 41 s 29 |       |
| 32   | 2     | Yuliya Shmatenko           | Ukraine          | 16 min 40 s 36 |       |
| —    | 2     | Genzebe Dibaba             | Éthiopie         | DNS            |       |
| —    | 1     | Sarah Lahti                | Suède            | DNS            |       |

## Légende
Records et Performances
- AR : Record continental (area record)
- CR : Record des championnats (championship record)
- MR : Record du meeting (meet record)
- NR : Record national (national record)
- OR : Record olympique (olympic record)
- PR : Record paralympique (paralympic record)
- PB : Record personnel (personal best)
- SB : Meilleure performance personnelle de la saison (season's best)
- WL : Meilleure performance mondiale de l'année (world leader)
- WJR : Record du monde junior (world junior record)
- WR : Record du monde (world record)

Circonstances et Conditions
- DNF : N'a pas terminé (did not finish)
- DNS : N'a pas pris le départ (did not start)
- DQ : Disqualification (disqualification)
- NM : Aucun essai valable enregistré (No Mark)
- Q : Qualifié « directement » au prochain tour (ou à la prochaine compétition), lors d'une compétition majeure, grâce au classement ou à la réalisation des minima (automatic qualifier)
- q : Qualifié au prochain tour (ou à la prochaine compétition), lors d'une compétition majeure, grâce au repêchage ou à la réalisation de l'une des meilleures performances parmi celles des « non qualifiés directement » (grâce au meilleur temps ou à la meilleure distance par exemple) (secondary qualifier)